# Чёшская губа
Чёшская губа — залив Баренцева моря между восточным берегом полуострова Канин и материком.
Имеет округлую форму, длина 110 км, ширина до 130 км, глубина при входе 55 м, типичная глубина менее 50 м, обычны отмели глубиной 2-3 м. Впадают реки: в восточную часть Чёрная, Великая, Волонга, в юго-восточную часть Пёша, в южную часть Грабежна, Снопа, Омица, Вижас, Ома. В западную часть залива впадает Чёша, по которой он и назван. Из этих рек наиболее значительными являются Пёша, Чёша и Ома. Залив ограничен на западе мысом Микулкин Нос (Микулкин), на востоке мысом Бармин. Берега в восточной и западной частях залива возвышенные, сложены сланцем, в южной части низменные, песчаные.
В заливе обитает эндемичный подвид сельди, так называемая чёшско-печорская сельдь (лат. Clupea palasii suworovi).
В XVI—XVIII веках поморы в южной части полуострова Канин перетаскивали свои кочи по Чёшскому волоку из впадающей в Чёшскую губу реки Чёша в реку Чижа, впадающую в Мезенскую губу Белого моря.
Чёшская губа относится к числу так называемых исторических заливов России, то есть вся эта акватория имеет правовой статус внутренних вод России.

## Карты

Листы NQ 37-4 и NQ 37-8, из набора карт Восточной Европы Картографической военной службы США. Серия 501. 1954. Масштаб 1:250 000
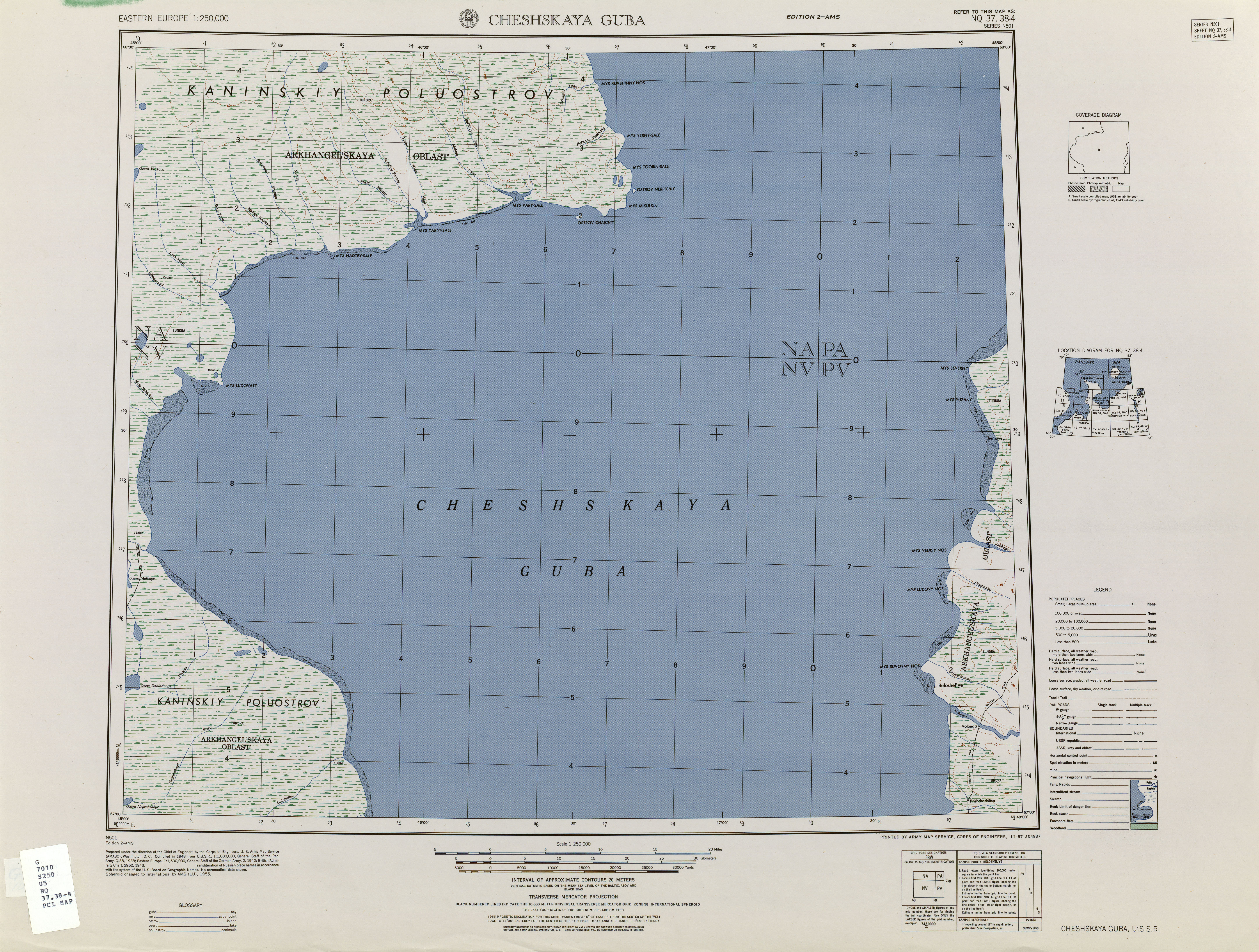
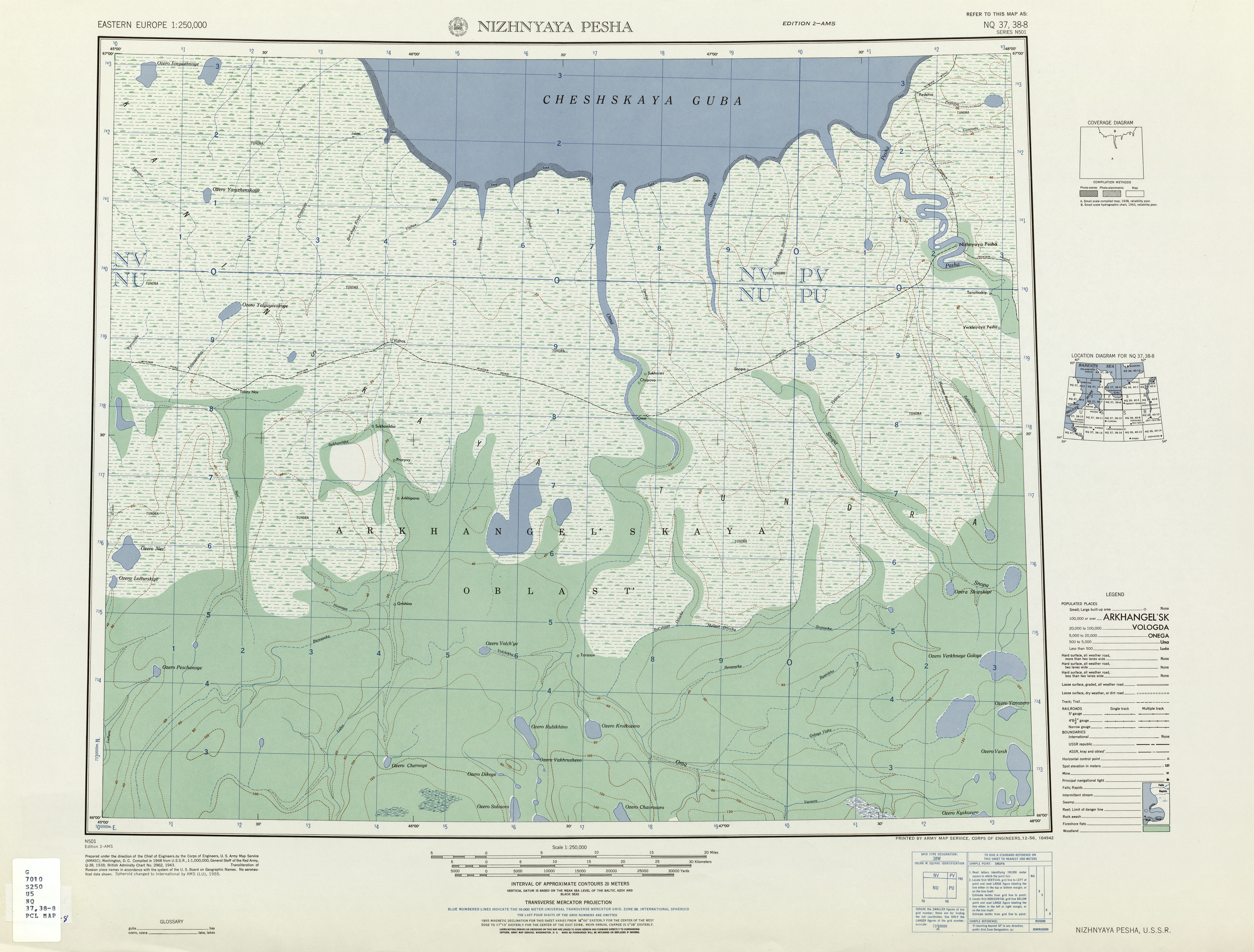